# Cuphea exilis
Cuphea exilis là một loài thực vật có hoa trong họ Lythraceae. Loài này được T.B.Cavalc. & S.A.Graham mô tả khoa học đầu tiên năm 2008.